# Țeroveț, Ruse
Țeroveț (în bulgară Церовец) este un sat în comuna Ivanovo, regiunea Ruse,  Bulgaria. 

## Demografie
Componența etnică a satului Țeroveț
     Bulgari (99,08%)
     Nicio identificare (0,91%)
     Altele (0%)
La recensământul din 2011, populația satului Țeroveț era de 109 locuitori. Din punct de vedere etnic, majoritatea locuitorilor (99,08%) erau bulgari. Pentru 0,91% din locuitori nu este cunoscută apartenența etnică.